# SV Barth 1950
Der SV Barth 1950 ist ein deutscher Fußballverein aus Barth im Landkreis Vorpommern-Rügen. Heimstätte ist der Barther Sportplatz. Der Club steht in der Tradition der SG Barth bzw.  BSG Lokomotive Barth.

## Sportlicher Werdegang
Der SV Barth wurde im Jahr 1946 unter der Bezeichnung SG Barth gegründet. Die lose Sportgruppe agierte 1946/47 bereits kurz nach ihrer Gründung innerhalb der Landesklasse Mecklenburg-Ost (SBZ), in der sie hinter der SG Altentreptow sowie der SG Bergen den fünften Rang belegte.
Mit dem Einstieg der Deutschen Reichsbahn sowie der Sportvereinigung Lokomotive als Trägerbetrieb vollzog die SG Barth ab 1950 eine Umbenennung in Lokomotive Barth, deren Bezeichnung bis 1990 beibehalten wurde. Auf sportlicher Ebene spielte Lok Barth im höherklassigen DDR-Fußball keine Rolle mehr. Lediglich in der Spielzeit 1988/89 gelang der Betriebssportgemeinschaft aus Vorpommern der erstmalige Aufstieg zur drittklassigen Bezirksliga Rostock, aus welcher mit acht Punkten gemeinsam mit Motor Wolgast der sofortige Wiederabstieg erfolgte.
1990 vollzog die BSG wie andere Vereine der Sportvereinigung Lokomotive eine erneute Namensänderung in ESV 1950 Barth. Der Spielbetrieb wurde vorerst bis 1994 aufrechterhalten. Im Anschluss konnte der Verein, analog zu Lok Schöneweide, nicht mehr die von der Bahn AG geforderte Jahrespacht für das Gelände aufbringen und vollzog eine erneute Umbenennung in SV Barth 1950.
Der SV Barth agiert ausnahmslos im lokalen Bereich Vorpommerns. Derzeitige Spielklasse ist die Landesliga.

## Statistik
- Teilnahme LL Mecklenburg-Ost: 1946/47
- Teilnahme Bezirksliga Rostock: 1989/90